# Villa Maranatha (San Pedro de Macorís, República Dominicana)
Villa Maranatha es un sector ubicado al nordeste de San Pedro de Macorís en la República Dominicana habitado por personas en su mayoría cristianas y de escasos recursos cuyo nombre fue tomado de la Biblia y significa 'Cristo viene'.

## Historia
En el año 2001, durante el período de gobierno de Hipólito Mejía, una familia de apellido Paredes invade unos terrenos al nordeste de la provincia de San Pedro de Macorís, terrenos que eran propiedad del Estado, y lo hacen con el objetivo de beneficiarse con la venta de estos solares. En sus inicios, el sector llevaba el nombre de Villa Paredes. En el año 2001 llega a esta comunidad el Sr. Juan Pool Fenelon quien a base de esfuerzos logró construir una vivienda en la que hoy reside junto a sus familiares.
Más tarde el señor Juan Fenelon decidió convocar las pocas familias residentes de este lugar para que este sector recibiera atención y reconocimiento de las autoridades municipales. Se forma así la junta de vecinos,  asamblea dirigida por la encargada asuntos comunitarios, la Licenciada Braulin Cuevas el 3 de agosto de 2003, reunión en la que se elige al señor Juan Pool Fenelon como presidente de esa junta de vecinos.  Después de creada, la junta de vecinos de la comunidad comenzó a trabajar con el objetivo de suplir las necesidades fundamentales del sector como, transformadores de energía eléctrica, acueductos y asfaltado de las calles, los cuales en su mayoría fueron donados por congresistas y por la unión de la comunidad al presupuesto participativo del Ayuntamiento Municipal.
El 13 de abril de 2003 llegan al Consejo de Regidores logrando que se aprobara el cambio de nombre del sector que pasa de ser Villa Paredes a Villa Maranatha así como los nombres de las 25 calles del sector las cuales fueron señaladas con nombres tomados de la Biblia ya que la mayoría de los residentes son cristianos.

## Ubicación Geográfica
El sector Villa Maranatha está ubicado al nordeste de San Pedro de Macorís y limita al este con el "Bosque de la Sabana", al Oeste el Residencial Naíme, al Norte tiene como límite el play de Béisbol del sector y al sur Barrio Lindo y el Barrio Villa Progreso.

## Densidad Poblacional
El sector de Villa Maranatha cuenta con 620 viviendas y un promedio de 2,347 individuos:
528 niños, 1326 hombres y mujeres adultos jóvenes y 493 personas mayores.

## Recursos naturales
Hidrografía: Este sector no posee acueducto pero las personas se benefician del agua por medio de pozos filtrantes y por la compra de agua a camiones. El afluente que más cerca está es el río Higuamo.
Fauna: Existe en el sector una gran variedad de animales atractivos que hacen de este sector un lugar lleno de hermosas aves dentro de esta están (pericos de diversos colores, palomas, ciguas palmeras y en el área más verde aparecen algunas lechuzas), también hay animales domésticos como perros, gatos, conejos, etc.; reptiles (serpientes que aparecen en el área verde del sector, lagartos, ranas y sapos), insectos como cucarachas, moscas, mosquitos, avipas, entre otros.
Flora: Es muy rica porque tiene una inmensa llanura, dentro de esta se dan muchos tipos de frutos que en otro lugar no ya posee una superpie más húmeda todavía los científicos no han determinado el porqué de esto, pero se sabe que dentro del sector hay matas de coco, plátano, guineo, rulo, aguacate, buenpán, naranjas, toronjas, mamón, lechoza, pero la fruta más atractiva del sector son los diversos tipos de Mangiferas Indicas, comúnmente llamado Mango.

## Infraestructura
En este sector hay una variedad en la infraestructura de las viviendas porque en su mayoría las casas están construidas en cemento y techadas de cemento y zinc, quedan muy pocas casa hechas de maderas ya que el sector se ha ido desarrollando paulatinamente a nivel económico.

## Salud
Sus habitantes se dirigen al centro de salud Hospital Doctor Antonio Musa, a la policlínica de Barrio Lindo y a diversas clínicas ubicadas en sectores cercanos además reciben orientaciones de las autoridades de salud del municipio cada cierto tiempo para prevenir enfermedades.

## Educación
Existe un solo colegio, al cual no todos los niños pueden asistir por sus escasos recursos económicos y se trasladan a los centros Educativos Públicos más cercanos como la Escuela primaria Villa Progreso y la Escuela Primaria Las "Seis Llaves".
La taza de alfabetización del sector es de un 95% ya que casi todos los niños, jóvenes y adultos reciben docencia, mirando el estudio como objetivo de la vía del progreso del mañana.

## Economía
La mayoría de las familias del sector es de clase media, y desempeñan diversos trabajos como colmados, profesores, taller de ebanistería, panadería, ventas de alimentos y frutas, barbería, centros de belleza, centro de uñas, motoconchos, cobradores y chóferes del transporte público, empleados de la zona franca y de hotelerita y turismo.

## Actividades Culturales
Este sector tiene varias iglesias que realizan actividades de danza, canto y teatro como enseñanza cultural. Existen varias preferencias religiosas donde predomina el cristianismo en sus denominaciones protestantes (pentecostales) y católicos.

## Deportes
Al ver que el sector tiene jóvenes talentosos llenos de esperanzas algunos congresistas crearon un programa con el objetivo de entrenar a los jóvenes del sector, dejando al frente de este a los entrenadores, Pedro Abreu, Geraldo Santana y José Martínez.